# إيلين وود (مؤلفة)
إلين وود (بالإنجليزية: Ellen Wood) عاشت في الفترة من (17 يناير 1814 م - 10 فبراير 1887) كاتبة وروائية إنجليزية، عرفت باسم «الآنسة هينري وود»، لعل الأغلب يتذكرها بفضل روايتها التي نشرت في سنة 1861 «لين الشرقية»، أغلب مؤلفاتها أصبحت عالمية والأكثر مبيعا خصوصا في الولايات المتحدة، وتخطت شهرتها شهرة تشارلز ديكنز في أُستراليا.

## حياتها
ولدت إلين في Worcester وُستَر عام 1814. وتزوجت في عام 1836 من هينري وود الذي يعمل في الصرافة والشحن، وعاشا في دوفيني جنوب فرنسا، نحو 20 سنة. إثر فشل عمل هنري عادت العائلة (والتي تتضمن 4 أطفال) إلى إنجلترا في أببير نوروود بالقرب من لندن، حيث أصبحت إلين كاتبة، وهذا دعم الأسرة (إثر وفاة هينري في 1866). كتبت إلين أكثر من 30 رواية والكثير منها (خاصة لين الشرقية) يحظون بشعبية ملحوظة ومن أشهرها منزل دانيسبوري وأوزوالد كراي واضطرابات السيدة هاليبرتون وآل شاننينغس وابنة اللورد أوكبارورن وظلال أمجاد أشلي. في عام 1867 اشترت إلين المجلة الإنجليزية أرجوسي، التي كانت قد تأسست من قبل ألكسندر ستراهان في عام 1865.
أعمال إلين ترجمت للكثير من اللغات بما في ذلك الفرنسية والروسية. في 9 مارس 1872 كتب ليو تولستوي لأخيه الأكبر سيرجي رسالة مع ملاحظة تقول: «اقرأ للسيدة وود رواية رائعة تدعى في المتاهة». كتبت إلين وود عدة أعمال مثل «الشبح» 1867 وأيضا «وهم أم حقيقة؟» 1868.
وفاتها كانت ناجمة عن التهاب الشعب الهوائية. وبلغت قيمة ثروتها  أكثر من 36٬000£، كان مبلغًا كبيرًا جدًا ذلك الوقت. دفنت في مقبرة هايغيت في لندن. ازيح الستار عن النصب التذكاري لها في كاتدرائية وُستَر في عام 1916.

## الأعمال

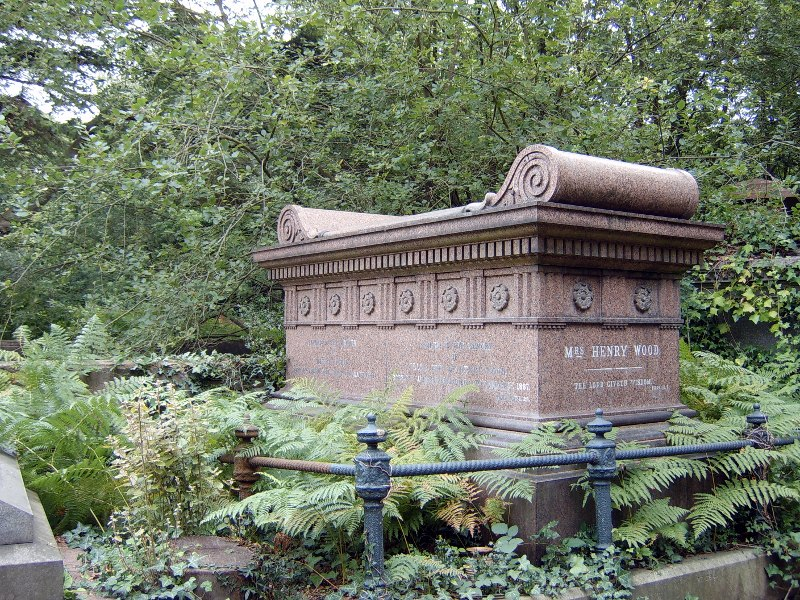
قبر السيدة هينري وود في مقبرة هايغيت.

## https://prettysinister.blogspot.com/search?q=ellen+wood
- إيلين وود على موقع IMDb (الإنجليزية)
- إيلين وود على موقع الموسوعة البريطانية (الإنجليزية)
- إيلين وود على موقع أول موفي (الإنجليزية)
- إيلين وود على موقع قاعدة بيانات برودواي على الإنترنت (الإنجليزية)
- إيلين وود على موقع كينوبويسك (الروسية)